# Le Tone
 (février 2015).
Le Tone, pseudonyme de Yann Larret-Menezo, est un artiste de musique électronique, journaliste, illustrateur et animateur de télévision, né le 14 avril 1974.

## Biographie

### Carrière musicale
Le Tone commence à s'intéresser à la musique lorsqu'il découvre le hip-hop en 1989. Il laisse son empreinte sur les parois et murs des transports en commun parisiens. De La Soul, A Tribe Called Quest, Jungle Brothers, Queen Latifah seront ses premières influences musicales. Il fait ses premiers pas dans la musique avec le groupe bordelais L.I.S, en compagnie de M.Sebban et Double T, pour lequel il crée un logo et des pochettes. Par la suite, il écrit ses propres textes et devient MC du groupe lors de la "Tournée des Banlieues".
En 1990, installé à Bordeaux, il rencontre David Chazam, du groupe Tschack!, avec lequel il collabore. Plusieurs tournées en Allemagne, et à travers l'Europe, plus tard, MC à part entière du groupe, il enregistre ses premiers morceaux. Les compilations Tchatche Attack et Par les couilles seront ses premières parutions. En 1993, toujours à Bordeaux, il devient le rappeur attitré du groupe d'Acid Jazz Mama Rose.
Les maisons de disques qu'il démarche rejettent un projet d'album rap, ce qui le pousse à faire de la musique instrumentale,.
1996, il élabore sa première K7 d'instrumentaux hip-hop, qu'il envoie chez Source, jeune label parisien. Il participe à Sourcelab2, compilation incluant Air, Daft Punk, Cassius, Telepopmusik, Etienne de Crecy, Alex Gopher…, qui est le déclencheur du mouvement French Touch. Un an plus tard, sur le même label, il publie Jean-Jacques et les dauphins, 45 tours hommage à l'un des pionniers de l'électronique, Jean-Jacques Perrey. Ce dernier travaillait alors avec Chazam, dans leur studio commun.
En 1999, il publie l'album Le Petit nabab chez Naïve Records. Joli dragon, extrait de l'album, connaît le succès au Royaume-Uni (chez Sony/Creation),. Il se produit aux Transmusicales de Rennes, aux festivals de Montreux et Dour, ainsi qu'aux FrancoFolies de Montréal.
En 2001, il crée la bande originale d'un moyen métrage, L'attaque du camion de glace de Brice Ansel, qui est une comédie musicale hip-hop. Pour l'occasion il collabore avec le groupe Saian Supa Crew.
En 2003, Naïve édite Playlist, un hommage à la Russie néo-constructiviste[réf. nécessaire]. Les chanteuses Nicolette (Massive Attack), Emilie Simon et Deborah Anderson participent à l'enregistrement,. Plusieurs chansons de précédents disques et de celui-ci connaissent une nouvelle vie grâce à la publicité, en Europe et Océanie. Il collabore très souvent durant cette période avec le collectif de graphiste H5, qui réalise les pochettes du disque et des maxis, et Le Tone pour sa part, illustre en musique plusieurs de leurs films.
En 2005, Le Tone part en Inde. Il enregistre un carnet de voyage musical, mêlant instruments et chants traditionnels aux différentes sources électroniques qu’il possède (synthétiseurs vintage, boite à rythmes, laptop, gameboy, etc.). Il y coécrit les chansons avec Olivier Libaux de Nouvelle Vague. Il enregistre les chanteuses, Smriti Minocha et Meeta Pandit. Il est distribué en France par Pias.
En 2008, En Inde sort. De plus il crée un album pour et avec les Tsé-Tsé Associés édité par la galerie Sentou. Ce disque est enregistré dans leurs ateliers et composé avec les sons de leurs objets (couverts, lampes, meubles, vaisselle). Il enregistre et mixe, également, l'album des Love Bandits pour le compte du label Karakoid.
En 2010, il crée le concept de "musique originale de tableau". Bazar est une série limitée de dessins de Sainte Sophie à Istanbul, pour lequel il a composé une bande son.
Depuis 2011, il produit des illustrations, qui l'ont mené à exposer au Centre Georges-Pompidou avec Rirkrit Tiravanija ainsi que des bandes sons pour le studio Visual System, qui propose des installations visuelles et lumineuses.

### Journaliste de presse et de télévision
En 2012, il devient rédacteur en chef du magazine Intersection qu'il quitte en février 2014.
En novembre 2014, il est recruté par RMC Découverte pour co-présenter la version française de Top Gear, émission automobile de la BBC.

## Discographie

### EP
- 1997 : Jean Jacques et les Dauphins
- 1998 : Joli Dragon & Remix (Mad Professor, Jadell)
- 1999 : Rocky 8 volume 1 & 2 : Remix Coldcut, Space raiders, Chazam, Plaid
- 1999 : Bitter Crop
- 2003 : Soundz of Love & Remix (Kiki and Silver surfer, Phonique, Readymade)
- 2003 : À Moscou / New Memory

### Albums
- 1999 : Le Petit Nabab
- 2003 : Playlist
- 2006 : En Inde
- 2008 : Le Tone tinte Tsé-Tsé
- 2010 : BAZAR

### Remix
- 1997 : BOSCO - Everybody On The Dancefloor (Noctule Cocktail)
- 1997 : Scratch Pet Land - Send it remiz
- 1998 : Mr Quarks - You Hear People Say... (Bonjour Mr. Studer Mix)
- 1998 : TelexRadio - Radio
- 1999 : Un drame musical instantané - Antistatique Longue Durée
- 2000 : Trocadero - Do You Believe In Paradise (Le Tone's "You Are Leaving Paradise" Mix)
- 2000 : Oxymore - L'aquarium (My Age Remix by Le Tone)
- 2002 : Karl Zéro - Ça Va Ça Va (Le Tone Remix)
- 2002 : Daan - Swedish Designer Drugs (Le Tone Remix)
- 2003 : Los Chicros - Shut Up remix

### Musique de films
- 1998 : Jour de pêche de Brice Ansel (comédie musicale hip-hop)
- 2000 : Sur un air d'autoroute de Thierry Boscheron (long métrage)
- 2001 : L’Attaque du camion de glaces de Brice Ansel (comédie musicale avec le Saïan Supa Crew)